# Iesso
L'antiga ciutat romana de Iesso (en ibèric ) es troba sota de l'entramat urbà de Guissona, a la Segarra. Fou declarada bé cultural d'interès nacional.
Fou mencionada pels autors clàssics Plini el Vell i Ptolemeu que situaren Iesso en el territori dels lacetans. Els ibers de la zona, inicialment, van oferir resistència a l'ocupació romana, però l'any 195 aC l'exèrcit de Cató va conquerir el territori. Actualment Iesso s'identifica amb el jaciment arqueològic conservat a la vila de Guissona.
Iesso va ser fundada al voltant de l'any 100 aC aprofitant els recursos naturals de la plana de Guissona: l'abundant presència d'aigua mercès als rius Sió i Llobregós, a més a més d'un terreny poc accidentat apte per a l'explotació agrària de les terres properes.
Fou una ciutat romana protegida per una muralla de 2,5 i 3 m d'amplada de la qual es conserva un tram i una torre de defensa. La ciutat, de planta poligonal, tindria entre unes 15 i 18 ha d'extensió, amb un urbanisme regular caracteritzat per una xarxa ortogonal de carrers, d'acord amb els models de les ciutats romanes de l'època. És a dir, la ciutat s'estructuraria a partir de dos carrers principals, el cardo maximus, en direcció de nord a sud, i el decumanus maximus, d'oest a est. Actualment, s'ha trobat la porta nord que obria el cardo maximus que es calcula que devia fer uns 560 m de llarg. La part sud de la ciutat és encara desconeguda. Per adonar-se de la importància de Iesso cal recordar que Bàrcino (Barcelona) feia a l'època unes 10 ha d'extensió mentre que Tàrraco (Tarragona) devia fer unes 70 o 80 ha.
La muralla protegia un recinte urbà amb àrees de necròpolis, espais públics i edificis.
Actualment es poden visitar en un parc arqueològic de dues hectàrees situat a l'extrem nord de la ciutat, edificis privats i espais públics. Pel que fa als edificis privats, s'hi pot observar restes de cases del segle i aC, una casa senyorial dels segles I i II dC i restes d'un espai industrial destinat a la producció de vi. Pel que fa a espais públics, les excavacions han posat al descobert restes de carrers, una porta d'accés, la muralla i una zona termal. Aquesta darrera a Can Mercadé, composta d'una estructura d'atri amb impluvium (estany que servia per recollir l'aigua de pluja), un frigidarium (o piscina d'aigua freda) de 5 m per 3 m i una darrera piscina semicircular.
Iesso va desenvolupar durant més de set segles una important activitat constructiva i comercial i continuà activa fins a l'època visigòtica (s. VI). Se suposa que al segle VIII fou conquerida pels sarraïns, però no és fins al segle xi que es torna a tenir constància històrica de la vila.
Tots aquests testimonis es poden visitar en un jaciment que ocupa uns 20.000 metres quadrats convertits en Parc arqueològic. A més a més, el Museu Eduard Camps de Guissona presenta importants peces de la ciutat romana, com ara una làpida funerària del segle ii, escrita en vers per Servilla Praepusa i dedicada a la seva filla, morta als onze anys, o bé un genet a galop, de bronze i de 13 cm d'alçada que, segurament, formava part de la necròpolis de Iesso.